# اچ‌ام‌اس سندرینگهام (ام۲۷۹۱)
اچ‌ام‌اس سندرینگهام (ام۲۷۹۱) (به انگلیسی: HMS Sandringham (M2791)) یک کشتی بود. این کشتی در سال ۱۹۵۷ ساخته شد.